# Watanabe Ryota
Ryota Watanabe (渡辺 亮太 Watanabe Ryōta, sinh ngày 11 tháng 3 năm 1991) là một cầu thủ bóng đá người Nhật Bản thi đấu cho Fujieda MYFC.

## Thống kê câu lạc bộ
Cập nhật đến ngày 23 tháng 2 năm 2018.
| Thành tích câu lạc bộ | Thành tích câu lạc bộ | Thành tích câu lạc bộ | Giải vô địch | Giải vô địch | Cúp                   | Cúp                   | Tổng cộng | Tổng cộng |
| Mùa giải              | Câu lạc bộ            | Giải vô địch          | Số trận      | Bàn thắng    | Số trận               | Bàn thắng             | Số trận   | Bàn thắng |
| Nhật Bản              | Nhật Bản              | Nhật Bản              | Giải vô địch | Giải vô địch | Cúp Hoàng đế Nhật Bản | Cúp Hoàng đế Nhật Bản | Tổng cộng | Tổng cộng |
| --------------------- | --------------------- | --------------------- | ------------ | ------------ | --------------------- | --------------------- | --------- | --------- |
| 2013                  | Ehime FC              | J2 League             | 24           | 1            | 1                     | 0                     | 25        | 1         |
| 2014                  | Ehime FC              | J2 League             | 31           | 3            | 2                     | 0                     | 33        | 3         |
| 2015                  | Ehime FC              | J2 League             | 15           | 0            | 2                     | 0                     | 17        | 0         |
| 2016                  | Nagano Parceiro       | J3 League             | 19           | 2            | 1                     | 0                     | 20        | 2         |
| 2017                  | Azul Claro Numazu     | J3 League             | 26           | 3            | 2                     | 0                     | 28        | 3         |
| Tổng cộng sự nghiệp   | Tổng cộng sự nghiệp   | Tổng cộng sự nghiệp   | 115          | 9            | 8                     | 0                     | 123       | 9         |